# 科皮亞波
科皮亞波（西班牙語：Copiapó）是智利阿塔卡馬大區的首府，位於聖地亞哥以北800公里，座標27°21′59″S 70°19′59″W / 27.36639°S 70.33306°W，在1744年12月8日建城，2002年人口129,091。科皮亞波附近是阿他加馬沙漠，每年降雨量只有12毫米，盛產銀礦和銅礦。科皮亞波在卡爾德拉以東40公里，1850年落成來往兩地的鐵路是南美洲第二條鐵路。1864年有人聲稱在此發現UFO。

## 外部連結
- Copiapó official website (Spanish) （页面存档备份，存于）